# Szabo Bluff
Das Szabo Bluff ist ein Kliff im westantarktischen Marie-Byrd-Land. Im Königin-Maud-Gebirge ragt es unmittelbar nördlich des Price Bluff an der Wasserscheide zwischen dem Van-Reeth- und dem Robison-Gletscher auf.
Der United States Geological Survey kartierte es anhand eigener Vermessungen und Luftaufnahmen der United States Navy aus den Jahren von 1960 bis 1964. Das Advisory Committee on Antarctic Names benannte es im Jahr 1967 nach Leutnant Alex J. Szabo, Pilot der Navy-Flugstaffel VX-6 während der Operation Deep Freeze der Jahre 1966 und 1967.